# 原田十衛

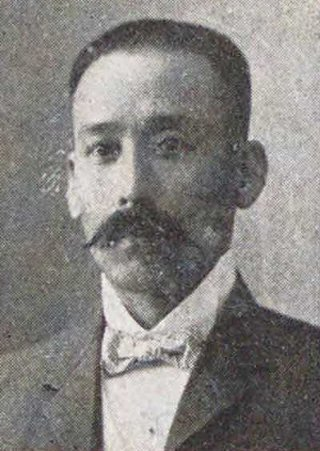
原田十衛

原田 十衛（はらだ じゅうえ、文久元年12月27日（1862年1月26日） - 昭和16年（1941年）8月7日）は、日本の衆議院議員（立憲政友会→政友本党→立憲政友会）、ジャーナリスト。

## 経歴
肥後国飽田郡古町村（現在の熊本県熊本市西区二本木）で、原田十次郎の長男として生まれた。西南戦争の際には熊本隊に加わって、薩摩軍とともに戦った。1883年（明治16年）より3年間、中江兆民の仏学塾でフランス語と漢学を学んだ。その後、熊本の「九州自由新聞」と福島の「福島民報」で主筆を務め、秋田市で「秋田日報」を起ちあげた。東京に戻ってからは、政友会系の自由通信社に入った。
松田正久の知遇を得、1900年（明治33年）に松田が文部大臣に就任すると秘書官となった。その後、松田が1906年（明治39年）に司法大臣に、1908年（明治41年）に大蔵大臣に就任した時も、それぞれ秘書官を務めている。
1908年、第10回衆議院議員総選挙に出馬し、当選。以後、7回連続当選を果たした。その間、尾崎行雄市長のもとで東京市助役を務めた。
その他、熊本米穀取引所理事長、肥後農工銀行監査役、熊本電気株式会社取締役などを務めた。